# Lesches (Seine-et-Marne)
Lesches ist eine französische Gemeinde mit 767 Einwohnern (Stand: 1. Januar 2022) im Département Seine-et-Marne in der Region Île-de-France. Sie gehört zum Arrondissement Torcy und zum Kanton Lagny-sur-Marne (bis 2015: Kanton Thorigny-sur-Marne). Die Einwohner werden Leschois genannt.

## Geographie
Lesches liegt etwa 30 Kilometer ostnordöstlich von Paris an der Marne. Umgeben wird Lesches von den Nachbargemeinden Trilbardou im Norden, Vignely im Nordosten, Isles-lès-Villenoy im Osten, Esbly im Südosten, Coupvray im Süden, Chalifert im Südwesten sowie Jablines im Westen und Nordwesten.

## Bevölkerungsentwicklung
| Jahr                      | 1962 | 1968 | 1975 | 1982 | 1990 | 1999 | 2006 | 2012 |
| Einwohner                 | 315  | 332  | 331  | 386  | 572  | 534  | 649  | 693  |
| Quelle: Cassini und INSEE |      |      |      |      |      |      |      |      |

## Sehenswürdigkeiten
- Kirche Notre-Dame, erbaut im 17. Jahrhundert (siehe auch: Liste der Monuments historiques in Lesches (Seine-et-Marne))
- Schloss Lesches
- Schloss Montigny
- Waschhaus (lavoir), 1877/88 erbaut

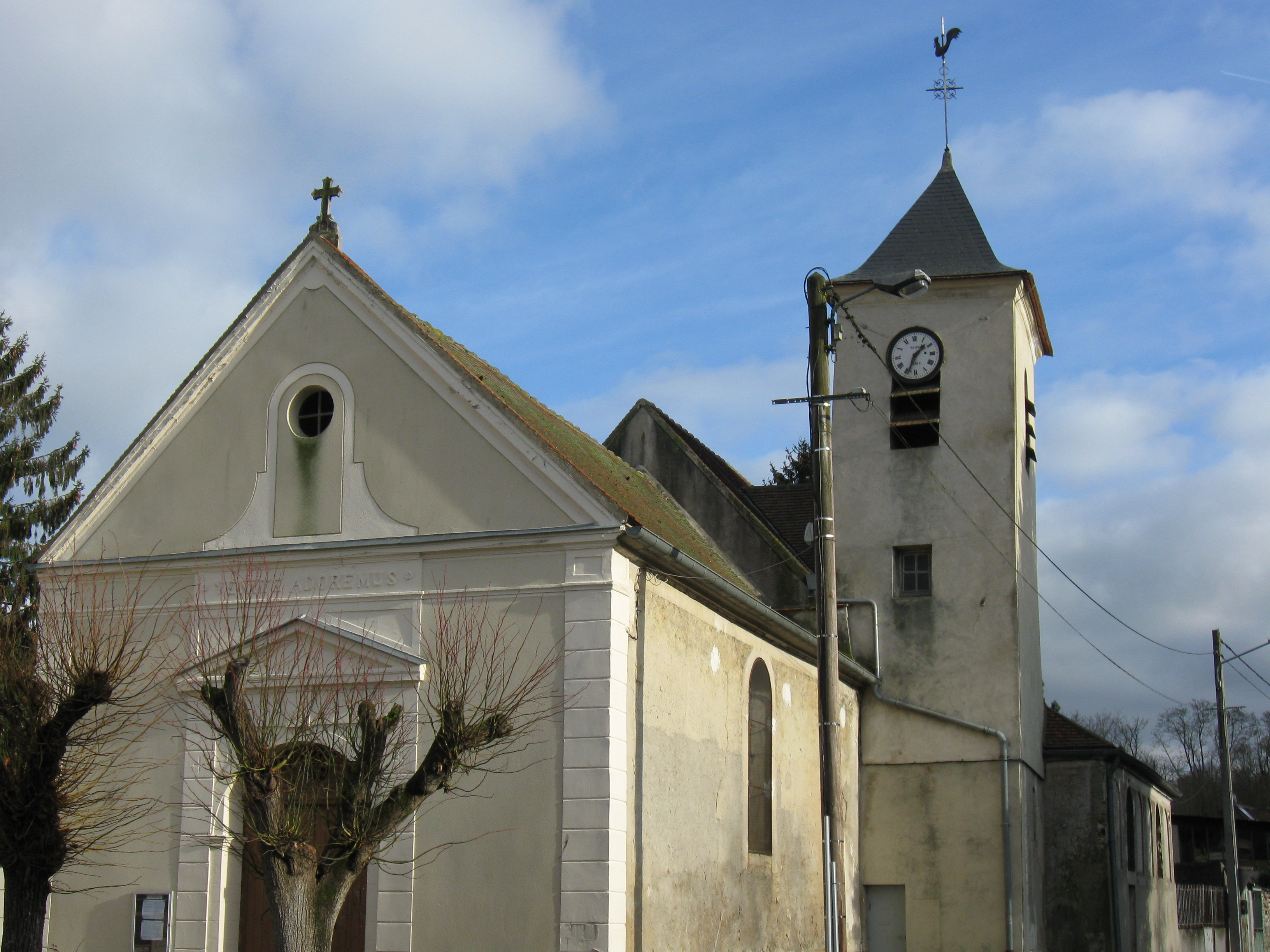
Kirche Notre-Dame
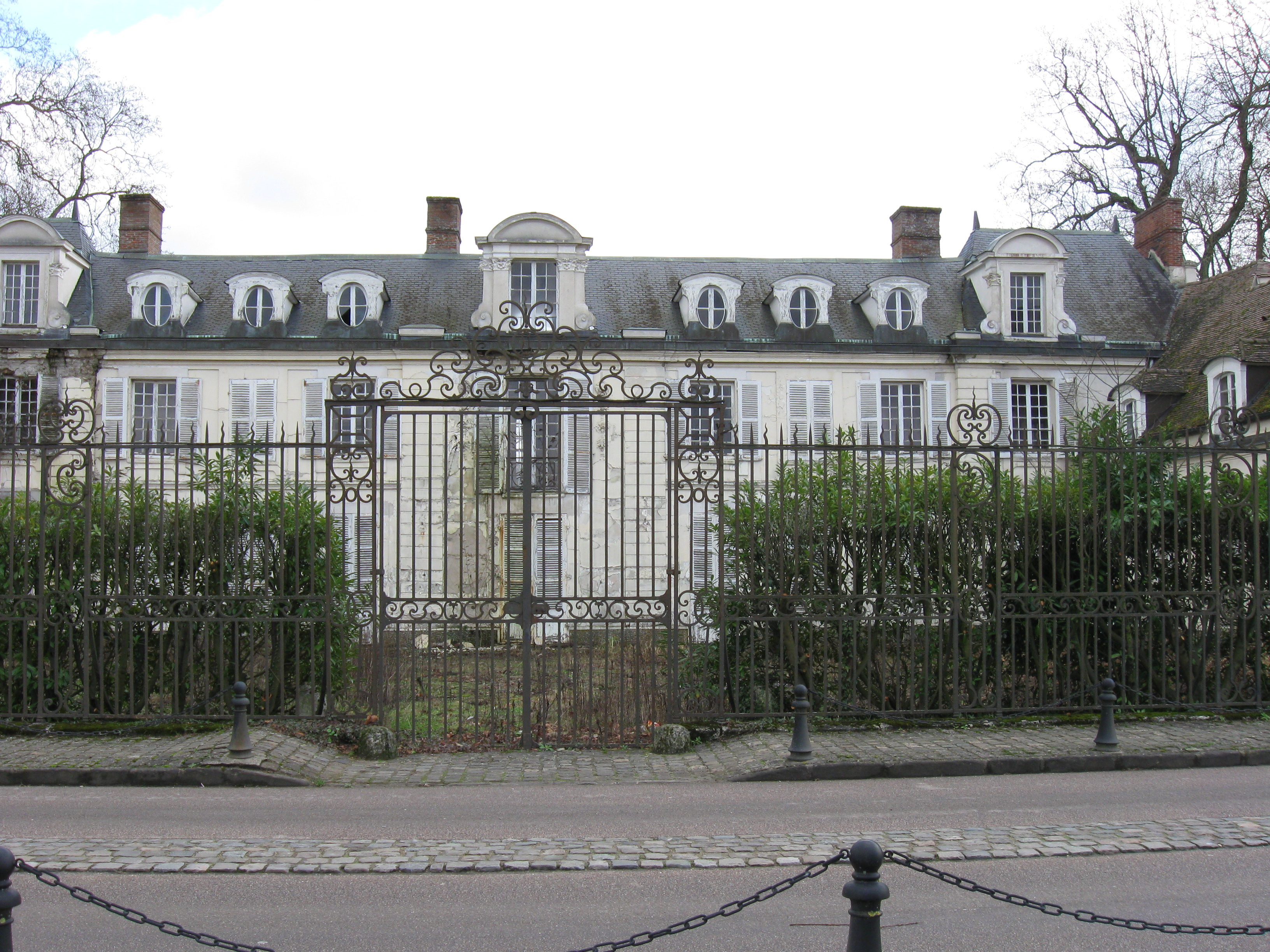
Schloss Lesches
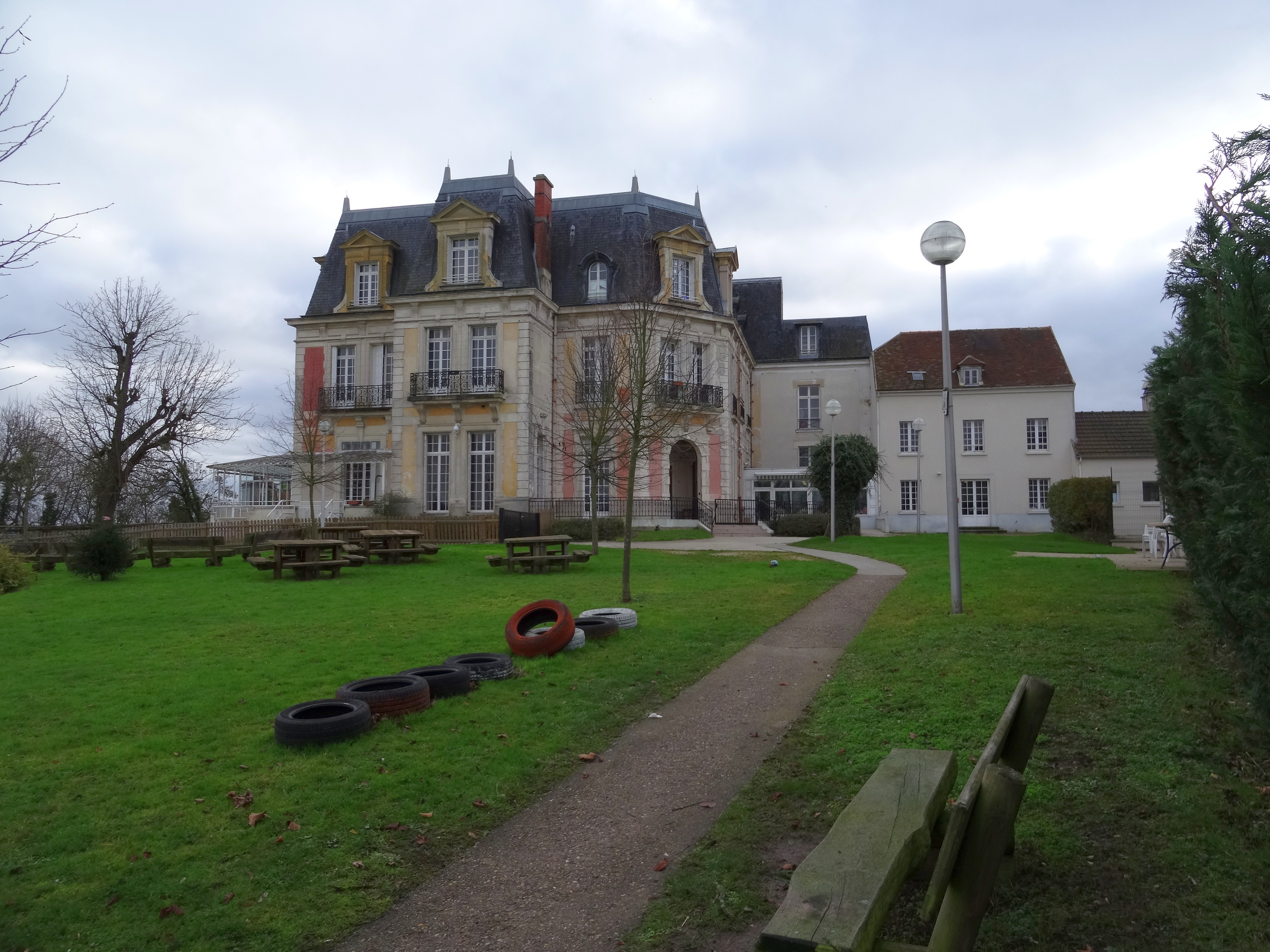
Schloss Montigny
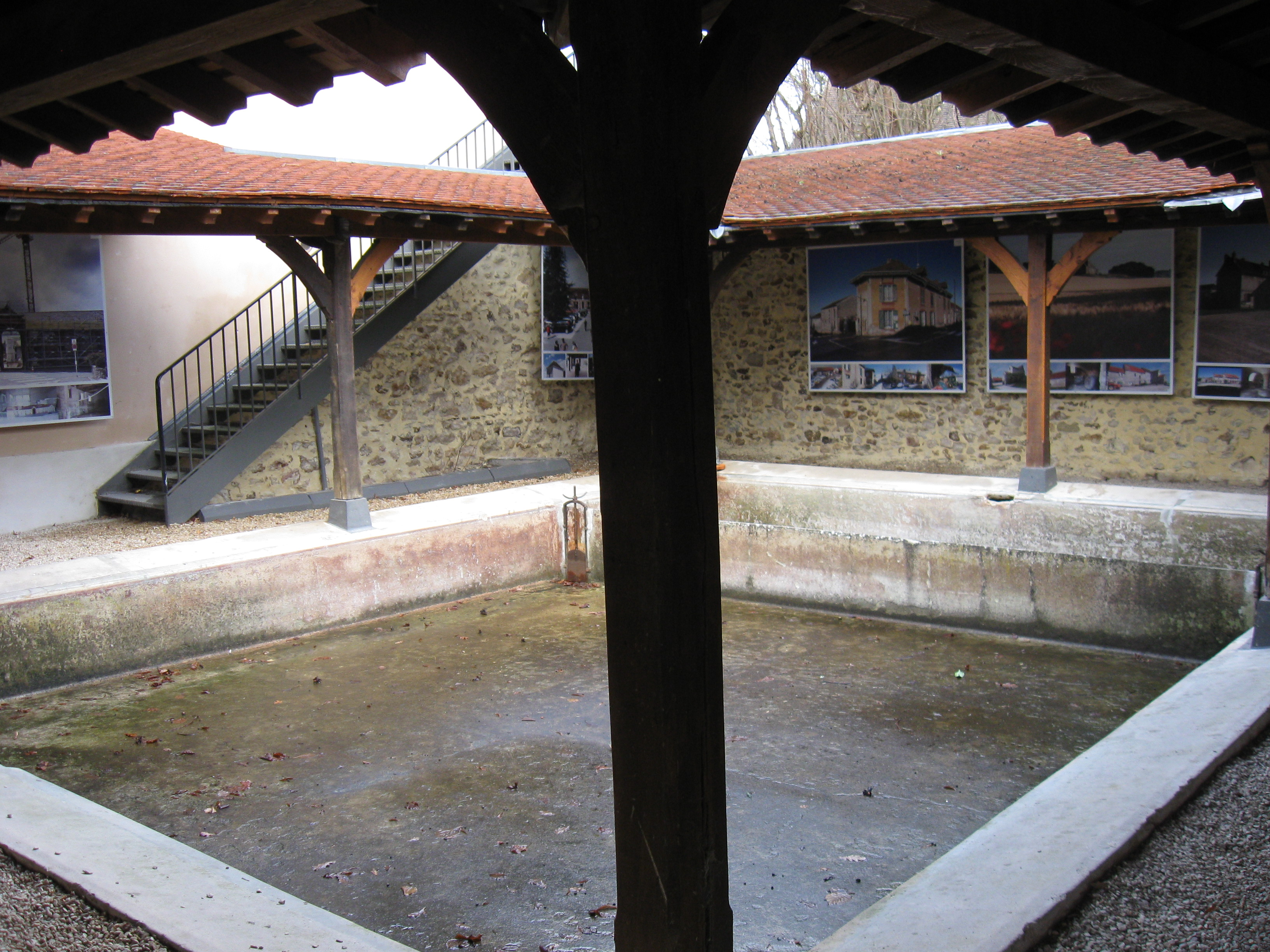
Waschhaus